# Paulo Osmar David
Paulo Osmar David, mais conhecido como Osmar (7 de setembro de 1944 — Santos, 14 de outubro de 2013), foi um futebolista brasileiro, que atuava como zagueiro.

## Carreira
Osmar foi o primogênito de uma família de jogadores de futebol, seus quatro irmãos foram atletas profissionais. Ele iniciou sua carreira na Portuguesa Santista, onde atuou por quatro anos e foi campeão do Campeonato Paulista da Primeira Divisão de 1964, garantindo o acesso do clube à elite do futebol estadual.
Foi contratado pelo Palmeiras em 1966. No ano seguinte, conquistou o Campeonato Brasileiro (não participando da conquista da Taça Brasil do mesmo ano). Em 1968, fez parte da campanha do vice-campeonato da Copa Libertadores e deixou o Palmeiras no mesmo ano.
Passou ainda por Fluminense e Sport antes de encerrar a carreira.
Após deixar os campos, Osmar fez carreira como estivador no porto de Santos e chegou a ser primeiro secretário do sindicato da Baixada Santista.
Osmar faleceu no dia 14 de outubro de 2013, vítima de vários AVCs, em Santos.

## Títulos
Portuguesa Santista
- Campeonato Paulista - A2: 1964[3]

Palmeiras
- Campeonato Brasileiro: 1967 (Robertão)